# Раветч, Джеффри
Джеффри Раветч (Jeffrey Victor Ravetch, род. 3 мая 1951, Нью-Йорк) — американский учёный-иммунолог. Профессор Рокфеллеровского, а прежде Корнеллского университетов, член Национальных Академии наук (2006) и Медицинской академии (2007) США.
Лауреат премии Вольфа (2015).

## Биография
Окончил Йельский университет (бакалавр, 1973). Степень доктора философии получил в 1978 году в Рокфеллеровском университете, а степень доктора медицины — годом спустя, в 1979 году, в медицинском колледже Корнеллского университета. В 1979—1982 гг. постдок в Национальных институтах здравоохранения. Затем вновь в медицинском колледже Корнеллского университета: с 1982 года ассистент-профессор, с 1986 года ассоциированный профессор, в 1990—1996 годах профессор. Одновременно состоял в Мемориальном онкологическом центре имени Слоуна — Кеттеринга (с 1982 года ассистент-член, с 1986 года ассоциированный член, в 1990—1996 гг. член). С 1996 года профессор Рокфеллеровского университета и с 2014 года директор его Объединённого центра иммунологии человека (Cooperative Center for Human Immunology).
Член Американской академии искусств и наук (2008), фелло Американской ассоциации содействия развитию науки.

## Награды
- Burroughs Wellcome Fund Award (1986)
- Lee C. Howley Sr. Prize for Arthritis Research (2004)
- Meritorious Career Award, American Association of Immunologists — Huang Foundation (2005)
- Премия Вильяма Коли Института исследований рака (2007)
- Международная премия Гайрднера (2012)
- Sanofi-Institut Pasteur Award (2012)
- Премия Вольфа (2015)
- National Cancer Institute Outstanding Investigator Award (2016)
- Ross Prize, Feinstein Institute (2017)[2]
- Премия Роберта Коха одноимённого фонда (2018)